# Hounet
Hounet là một đô thị thuộc tỉnh Saïda, Algérie. Dân số thời điểm năm 2002 là 4.097 người.